# Seongsu-myeon, Imsil-gun
Seongsu-myeon (koreanska: 성수면) är en socken i kommunen Imsil-gun i provinsen Norra Jeolla i den centrala delen av Sydkorea, 220 km söder om huvudstaden Seoul.